# Сульфурилхлорид
Сульфурилхлорид (хлористый сульфурил) SO2Cl2 — хлорангидрид серной кислоты.

## Свойства
Бесцветная, резко пахнущая жидкость, хорошо растворимая в хлороформе и уксусной кислоте, в избытке воды растворяется с частично протекающим гидролизом. Дымит на воздухе, гидролизуется по реакции:
{\displaystyle {\mathsf {SO_{2}Cl_{2}+H_{2}O\rightarrow HOSO_{2}Cl+HCl}}\uparrow }
{\displaystyle {\mathsf {SO_{2}Cl_{2}+2H_{2}O\rightarrow H_{2}SO_{4}+2HCl\uparrow }}}
Гидролиз идёт слабо в холодной воде, в горячей воде протекает быстро.
При хранении желтеет, поскольку распадается на SO2 и зеленовато-жёлтый хлор.
{\displaystyle {\mathsf {SO_{2}Cl_{2}\rightarrow SO_{2}\uparrow +Cl_{2}\uparrow }}}

## Получение
Получают взаимодействием SO2 с Cl2 в присутствии катализаторов (активированный уголь, камфора).
{\displaystyle {\mathsf {SO_{2}+Cl_{2}\rightarrow SO_{2}Cl_{2}}}}

## Применение
Сульфурилхлорид используется как растворитель для ряда органических и неорганических соединений.
Применяют в синтезе органических веществ (с ним активно проходит хлорирование), вступает в реакции сульфохлорирования тиофенов через образование комплекса с ДМФА.
Пропусканием аммиака через раствор в петролейном эфире сульфурилхлорида и тионилхлорида получают хлорид α-сульфанура.